# Motorola Xoom
O Motorola Xoom é um tablet baseado em Android fabricado pela Motorola, lançado na CES 2011 em 5 de janeiro de 2011. Ele foi o primeiro tablet a ser vendido com o Android 3.0 Honeycomb. O Xoom passou pela FCC em 10 de fevereiro de 2011, apenas 14 dias antes do lançamento. A versão 3G foi lançada em 24 de fevereiro de 2011, e a versão Wi-Fi foi lançada em 27 de março de 2011. Foi anunciado simultaneamente com outros três produtos: O Motorola Atrix, o Motorola Droid Bionic e o Motorola Cliq 2. A CNET chamou de "Melhor da CES" de 2011

## Histórico
Motorola Xoom (pronuncia-se "Zoom") foi lançado na Consumer Electronics Show (CES) 2011 no dia 5 de janeiro de 2011. Foi lançado com três outros produtos: o Motorola Atrix, o Motorola Droid Bionic e o Motorola Cliq 2. Seu lançamento no mercado ocorreu no dia 24 de fevereiro de 2011 nos Estados Unidos, no Brasil aconteceu no dia 12 de abril de 2011 pela Motorola Mobility (braço da empresa voltado ao mercado móvel), será fabricado na sede da empresa Motorola em Jaguariúna-SP e vendido em toda América Latina, com a parceria do software da Google existem rumores de ser um forte concorrente do iPad.
Destacando-se por ser o primeiro a utilizar sistema operacional da Google especifico para tablets e por sua rapidez e excelente vida útil da bateria. Em janeiro foi noticiado que o Xoom viria em 2 modelos, um com apenas Wi-Fi e o outro com 3G da Verizon Wireless.

## Motorola Xoom 2 Media Edition
Diferenças do Motorola Xoom original com o Motorola 2 Media Edition: em um modo geral não existem diferenças tão drásticas entre as duas versões, o Media Edition é voltado para o entretenimento, para a diversão e para a reprodução de conteúdos multimídia. Outra grande diferença é o formato menor e mais compacto ,o dispositivo é mais leve que o modelo anterior, no seu design  possui possui cantos recortados, e não arredondados, possui um revestimento de plástico levemente emborrachado, o que oferece maior segurança ao  produto. A navegação na internet do Xoom 2 Media Edition está muito boa, o navegador está rápido e bem ajustado para diferentes atividades na web.
Tem capacidade de reproduzir os vídeos em alta definição, sem  travamento, tanto nos vídeos por Streaming, quanto nos vídeos salvos diretamente no dispositivo, a qualidade final de reprodução foi muito boa. Em vídeos em Full HD (1080p), alguns travamentos foram detectados , mas nada considerado muito sério. Conta com Som Stereo Surround 2.1 com controle de graves e subwoofer de alta definição que se adapta a posição do tablet.

## Características Detalhadas
O Xoom tem  bateria Li Ion de 3900 mAh, que pode ser recarregada em até 3.5 h, suporta até 6 horas de navegação Wi-Fi e reprodução de vídeos em geral no formato Flash. Possui uma câmera dianteira de 2MP (1.3MP no 2 e no Media Edition) para conversas com vídeo via Wi-Fi ou celular à internet, e uma câmera traseira de 5MP com Flash Dual-Led que grava vídeos HD de até 720p. O Xoom tem resolução WXGA de 1280x800 de 150 pixels/pol, tela TFT multi-toque de arraste com até 10 toques simultâneos, aceleração de gráficos 3D, bem como saída MicroHDMI, porta microUSB 2.0, conector de carga na borda inferior, na parte superior possui um conector para fones de ouvido P2(3,5mm), com controles de volume no lado esquerdo.
O botão que liga o dispositivo e trava a tela encontra-se na parte de traseira. Possui uma variedade de sensores, incluindo um giroscópio, um magnetômetro, um acelerômetro, um barômetro, uma bússola eletrônica e um sensor de luminosidade. O Xoom utiliza processador dual-core Nvidia Tegra 2, Bluetooth® 2.1 estéreo +EDR, e conexão de rede Wi-Fi 802.11b/g/n.

### Processador
Nvidia Tegra 2
| Processador           | Características             |
| CPU                   | Dual-Core ARM Cortex A9     |
| Frequência Max.       | Até 1,2 GHz                 |
| Memória Cache L2      | 1 MB                        |
| Memória Cache L1(I/D) | (32KB / 32KB) por núcleo    |
| Memória               |                             |
| Frequência            | Até DDR2-760 Até LPDDR2-733 |
| Tamanho da memória    | Até 1 GB                    |
| GPU                   |                             |
| Arquitetura           | GeForce ULP                 |
| Núcleos               | 8 Núcleos                   |

### Memória

#### Principal
1GB de memória RAM DDR2.

#### Secundária
Memória interna de 32Gb e suporte para cartão microSD de 32Gb,num total de até 64Gb.

### Comparativos
| Versões→              | Xoom                     | Xoom 2               | Xoom 2 Media Edition |
| Tela (pol)            | 10.1                     | 10.1 e 8.2           | 10.1 e 8.2           |
| Dimensões (mm)(AxLxP) | 249,1 x 167,8 x 12,9     | 253.9 x 173.6 x 8.80 | 216 x 139.8 x 8.99   |
| Peso (g)              | 730                      | 603                  | 386                  |
| Acabamento            | Caixa metalizada a vácuo | Alumínio Anodizado   | Alumínio Anodizado   |
| Média Valores (R$)    | 1.299,00                 | 999,00               | 1.399,00             |

## Software
O Xoom em sua 1ª versão opera com o sistema Android 3.0 (Honeycomb) da Google, cujo novos recursos incluem novo design, interface de usuário otimizada, um desktop 3D supostamente baseado no BumpTop (adquirido pela Google em abril de 2010), funções de e-mail POP3/IMAP, e serviços móveis da Google como Google Books, Google Mail(Gmail), Google Talk com vídeo chat, Google Play, Google Maps em 3D, aGPS(assistido) com Google Maps 2, Google Latitude, Google Maps Street View, YouTube, Android™ Music Player e um kit de melhorias no navegador web, incluindo múltiplas guias, formulários auto-preenchimento e sincronização de favoritos, já o Xoom 2 e o Xoom 2 Media Edition utilizam a Android 3.2 com melhorias na otimizaçao nos tamanhos de tela, e executar arquivos via aplicativo direto do cartão de memória.